# Melania Capitán
Melania Capitán  (Badalon, 1990 - Huesca, 19 de julho de 2017) foi uma caçadora e blogueira espanhola. Devido suas postagens em redes sociais tornou-se um ícone da caça na Espanha recebendo muitas críticas e ameaças. Colaborava para a revista Jara y Sedal e publicava constantemente nas redes sociais Facebook e Instagram, onde possuía 32 mil e 6 mil seguidores respectivamente. Faleceu aos 27 anos com indícios que tenha cometido suicídio. De acordo com amigos, não foram motivo para a morte os insultos que recebia, mas por razões pessoais.